# Società Sportiva Robur 1922-1923
Questa voce raccoglie le informazioni riguardanti la Società Sportiva Robur nelle competizioni ufficiali della stagione 1922-1923.

## Divise
| 1ª divisa |

## Statistiche

### Statistiche di squadra
| Competizione                    | Punti | In casa | In casa | In casa | In casa | In casa | In casa | In trasferta | In trasferta | In trasferta | In trasferta | In trasferta | In trasferta | Totale | Totale | Totale | Totale | Totale | Totale | DR |
| Competizione                    | Punti | G       | V       | N       | P       | Gf      | Gs      | G            | V            | N            | P            | Gf           | Gs           | G      | V      | N      | P      | Gf     | Gs     | DR |
| ------------------------------- | ----- | ------- | ------- | ------- | ------- | ------- | ------- | ------------ | ------------ | ------------ | ------------ | ------------ | ------------ | ------ | ------ | ------ | ------ | ------ | ------ | -- |
| Seconda Divisione               | 12    | 7       | 4       | 0       | 3       | 11      | 7       | 7            | 1            | 2            | 4            | 9            | 18           | 14     | 5      | 2      | 7      | 20     | 25     | -5 |
| Qualificazioni interdivisionali | -     | 1       | 1       | 0       | 0       | 4       | 0       | 1            | 0            | 0            | 1            | 1            | 4            | 4      | 2      | 1      | 1      | 7      | 5      | +2 |
| Totale                          | -     | 8       | 5       | 0       | 3       | 15      | 7       | 8            | 1            | 2            | 5            | 10           | 22           | 18     | 7      | 3      | 8      | 27     | 30     | -3 |

### Statistiche dei giocatori
| Giocatore        | Seconda Divisione | Seconda Divisione |
| Giocatore        | Presenze          | Reti              |
| ---------------- | ----------------- | ----------------- |
| Barsotti (I)     | 15                | 0                 |
| A. Barsotti (II) | 13                | 1                 |
| R. Campanini     | 16                | -30               |
| A. Carli         | 16                | 0                 |
| V. Cibelli       | 12                | 4                 |
| Coppi            | 15                | 0                 |
| Fontani          | 3                 | 0                 |
| G. Giannelli     | 12                | 7                 |
| Landi (II)       | 1                 | 0                 |
| R. Magnozzi (II) | 13                | 2                 |
| T. Masini        | 16                | 0                 |
| Negro            | 12                | 2                 |
| Neri             | 1                 | 0                 |
| Papini           | 3                 | 0                 |
| A. Pistolesi     | 1                 | 1                 |
| Porciatti        | 1                 | 0                 |
| Santucci         | 1                 | 0                 |
| D. Savelli       | 15                | 6                 |
| Scaloncini       | 10                | 0                 |